# Prudential (Metro de Boston)
Prudential  es una estación en el Ramal E de la línea Verde del Metro de Boston. La estación se encuentra localizada en Huntington Avenue en Prudential Center en Boston, Massachusetts. La estación Prudential fue inaugurada el 16 de febrero de 1941. La Autoridad de Transporte de la Bahía de Massachusetts es la encargada por el mantenimiento y administración de la estación. 

## Descripción
La estación Prudential cuenta con 2 plataformas laterales y 2 vías. 

## Conexiones
La estación es abastecida por las siguientes conexiones: 
- Rutas de autobuses: 39